# Dusty the Klepto Kitty
Dusty the Klepto Kitty (deutsch etwa: „Dusty, das kleptomanische Kätzchen“; * 20. März 2006 in San Mateo, Kalifornien; † März 2023 ebenda) war eine männliche Hauskatze der Rasse Snowshoe. Er wurde berühmt, als seine „Diebestouren“ Gegenstand mehrerer Fernsehreportagen wurden. Unter anderem war er zu Gast in der Late Show with David Letterman.

## Leben
Seit 2006 lebte der Kater im Haushalt von Jean Chu und Jim Coleman, die Dusty von der Tierschutzorganisationen Peninsula Humane Society adoptierten. Nach zwei ereignislosen Jahren begannen seine Besitzer plötzlich zu bemerken, dass in ihrem Haushalt ungewöhnliche Dinge auftauchten, die nicht ihnen gehörten. Der Verdacht fiel schnell auf ihre Hauskatze, die sich dann tatsächlich auch als der Täter herausstellte.
Die Diebesserie setzte sich in der Nachbarschaft fort. Im Februar 2011 wurde Dusty dann in der Fernsehsendung Must Love Cats auf Animal Planet erstmals einer breiteren Öffentlichkeit vorgestellt. In der Show wurde einer seiner Beutezüge mit einer Nachtsichtkamera festgehalten. Kurz darauf erschien ein Bericht von Vic Lee für KGO-TV> und Dusty trat in der Late Show with David Letterman auf. Dort wurde das ganze Ausmaß seiner Beutezüge aufgezählt: 16 Autowaschhandschuhe, sieben Schwämme, 213 Geschirrspültücher, sieben Waschlappen, fünf Handtücher, 18 Schuhe, 73 Socken, 100 Handschuhe, ein Paar Ofenhandschuhe, drei Schürzen, 40 Bälle, viermal Unterwäsche, ein Hundehalsband, sechs Tierspielzeuge, eine Decke, drei Beinwärmer, zwei Frisbees, eine Golfschlägerhaube, eine Sicherheitsmaske, zwei Netzbeutel, ein Tütchen mit Wasserballons, eine Pyjamahose, acht Badeanzüge und acht unbekannte Objekte. Es sollen mehr als 600 Objekte gewesen sein, die die Katze erbeutet hatte.
Durch seine Auftritte wurde Dusty zu einem nationalen Star. Er trat unter anderem auf Veranstaltungen in der San Francisco Bay Area auf und war Großmarschall der Haustier-Parade von Redwood City im Mai 2011. Für die Peninsula Humane Society trat er im Juni 2011 als Spendenmaskottchen auf. Ein dreiminütiger Kurzfilm namens Klepto Kitty mit Dusty ist als Bonusmaterial auf der DVD-Veröffentlichung von Der gestiefelte Kater zu sehen.
Der Kater starb im März 2023 im Alter von 17 Jahren.